# Parafia Miłosierdzia Bożego w Tarnobrzegu
Parafia Miłosierdzia Bożego w Tarnobrzegu-Dzikowie – rzymskokatolicka parafia w diecezji sandomierskiej, w dekanacie Tarnobrzeg.

## Historia
Od średniowiecza na tym terenie istniała wieś Dzików, w której był zamek tarnowskich. W 1593 roku na gruntach Dzikowa Stanisław Tarnowski założył miasto Tarnobrzeg. W połowie XVII wieku Tarnowscy otrzymali Obraz Świętej Rodziny, który był przechowywany na zamku. W czasie potopu szwedzkiego wierni zaczęli doznawać łask bożych. W 1675 roku obraz Matki Bożej Dzikowskiej został uznany za cudowny. W 1678 roku obraz został przeniesiony do kościoła oo. Dominikanów w Tarnobrzegu.  
W 1934 roku do miasta Tarnobrzega włączono część Dzikowa, a w 1976 roku włączono pozostałą część Dzikowa.
W 1986 roku na terenie dawnego Mokrzyszowa w Tarnobrzegu, rozpoczęto budowę nowego osiedla mieszkaniowego, które wzięło nazwę od wcześniejszej wsi Dzików - jako „osiedle Dzików”. W 1990 roku wybrano teren pod budowę kościoła, a w 1995 roku zakupiono działkę. W latach 1995–1997 z inicjatywy ks. prał. Michała Józefczyka proboszcza serbinowskiej parafii zbudowano kościół pw. Miłosierdzia Bożego. 
6 grudnia 1997 roku dekretem bp Wacława Świerzawskiego została erygowana parafia, z wydzielonego terytorium parafii Serbinów i parafii oo. Dominikanów. W latach 1999–2001 zbudowano dom parafialny.
28 marca 2009 roku do parafii przybyła ikona nawiedzenia w kopii Obrazu Matki Bożej Jasnogórskiej. Było to historyczne wydarzenie na skalę lokalną, którego powtarzalność oblicza się na ok. 50 lat.
Proboszczowie parafii:
1997–2006. ks. dr Józef Grochala.
2006–2013. ks. kan. Zbigniew Towarek.
2013– nadal ks. Jan Zając.

## Terytorium parafii
Parafia liczy 4276 wiernych, a należą do niej ulice na osiedlu Dzików: 
 Borowska, Czereśniowa, Dzikowska, Fabryczna, Freyera, Jaśminowa, Jabłoniowa, Konfederacji Dzikowskiej, Krucza, Kwiatowa, Marczaka, Paderewskiego, Polna, Pawłowskiego, Rejtana, Sadowa, Sikorskiego, Słomki, Szewery, Św. Onufrego, Tarninowa, Tarnowskiego, Warszawska, Wiącka, Wiejska, W Margerytkach, Ziołowa, Żabia.